# Ernst Otto Nodnagel
Ernst Otto Nodnagel (Dortmund, 1870 - Berlín, 1909) fou un crític i compositor musical alemany.
Cursà la carrera de Dret i la de música a Heidelberg, perfeccionant-se des de 1890 fins 1892 en els seus coneixements musicals en l'Acadèmia Reial de Berlín. El 1899 fou nomenat professor de cant del Conservatori de Konigsberg (avui Kaliningrad), càrrec que desenvolupà fins al 1903, i es presentà com a cantant en diversos concerts.
Els seus treballs sobre critica musical es publicaren en l'Ostpreussische Ztg., i com a compositor se li deuen: diversos lieder de tendències modernistes: Symbolinen o poemes simfònics (Vom tapfern Schneiderlein i L'adultera); cants amb acompanyament d'orquestra, tals com Neurotika, Impresionen, Abschiedsgesange, etc., que a fer imprimir.
A més dels articles que aparegueren en la mencionada revista: Jeuseits von Wagner und Liszt (1902), Versinpelung der Musikkritk (1903), Stimmbildung und Staat (1903), Ausdem Gemerke (1904), i la novel·la Käthe Elsinger (1905).